# Baculifera orosa
Baculifera orosa är en lavartsom beskrevs av Bernhard Marbach år 2000.
Baculifera orosa ingår i släktet Baculifera och familjen Caliciaceae. Inga underarter finns listade i Catalogue of Life.